# 수원 공씨
수원 공씨(水原貢氏)는 경기도 화성시를 본관으로 하는 한국의 성씨이다.
시조는 고려에서 거란 침입 당시 활동한 공천원이다.

## 참고 자료
- “수원공씨(水原貢氏)”. 뿌리를 찾아서.[깨진 링크(과거 내용 찾기)]
- “수원 공씨”. 향토문화대사전.